# 二羽泰子
二羽 泰子（ふたば やすこ）は、日本の社会学者（解放社会学・クロスマイノリティ研究・文化変容）。学位は博士（人間科学）（大阪大学・2017年）。静岡県立大学国際関係学部講師・大学院国際関係学研究科講師。
独立行政法人国際協力機構人間開発部ジュニア専門員、東京学芸大学児童・生徒支援連携センター専門研究員、東京大学大学院教育学研究科特任助教などを歴任した。

## 概要
解放社会学、クロスマイノリティ研究、文化変容を専攻する社会学者である。アフリカの文化における西洋的な不平等構造について研究していた。国際協力機構に勤務したのち、東京学芸大学、東京大学、静岡県立大学などで教鞭を執った。

## 来歴

### 生い立ち
2歳で全盲となる。1999年（平成11年）に国際基督教大学に進学し、教養学部の社会科学科にて学んだ。また、フィリピン共和国に渡り、中部ビサヤ地方の東ネグロス州に所在するシリマン大学に留学していた。2003年（平成15年）3月、国際基督教大学を卒業した。それに伴い、学士（教養）の学位を取得した。

### 団体職員として
2004年（平成16年）4月、外務省の独立行政法人である国際協力機構にて東京国際センターのプログラムオフィサーとなる。2005年（平成17年）5月には国際協力機構のネパール国際協力専門家となる。2006年（平成18年）5月には障害者インターナショナルにてアジア・太平洋地域事務局のプロジェクトマネージャーとなった。その傍ら、2006年（平成18年）に日本福祉大学大学院国際社会開発研究科に進学。2007年（平成19年）3月、日本福祉大学大学院の修士課程を修了し、修士（開発学）の学位を取得した。2008年（平成20年）4月には国際協力機構の人間開発部にてジュニア専門員となった。また、2011年（平成23年）4月には、マダガスカル共和国にてインクルーシブ教育を行うプロジェクトにボランティアとして参画していた。

### 社会学者として
2014年（平成26年）に大阪大学大学院に進学し、人間科学研究科にて学んだ。人間科学研究科では教育文化学研究室に在籍し、「排除と包摂をめぐる学校組織の変容――障害児の教育に関わる葛藤に着目して」と題した博士論文を執筆。2017年（平成29年）3月に博士後期課程を修了して博士（人間科学）の学位を取得した。2017年（平成29年）6月、東京学芸大学に採用され、児童・生徒支援連携センターの専門研究員として着任した。児童・生徒支援連携センターにおいては、子どもの貧困と教育プロジェクトに携わったが、同年9月に退任した。
2017年（平成29年）10月に東京大学大学院教育学研究科の特任助教に着任。その後、2022年（令和4年）4月に静岡県立大学に転じ、国際関係学部の講師に着任して主として国際関係学科の講義を担当した。また、同時に大学院国際関係学研究科の講師も兼務し、主として国際関係学専攻の講義を担当した。

## 研究
専門は社会学であり、特に解放社会学、クロスマイノリティ研究、文化変容といった分野を研究していた。具体的には、アフリカの文化について取り上げ、同地に根付いている新たなカテゴリ化を導入することにより、西洋的な不平等構造の打破について研究していた。また、障碍、人種、性別、経済的な地位、などにともなう差別や不平等について研究していた。研究成果を論文として発表するとともに、学術書や専門書なども著している。
学術団体としては、日本社会学会、日本文化人類学会、日本解放社会学会、福祉社会学会、教育社会学会、などに所属していた。

## 略歴
- 2003年 - 国際基督教大学教養学部卒業[7]。
- 2004年 - 国際協力機構東京国際センタープログラムオフィサー[3]。
- 2005年 - 国際協力機構ネパール国際協力専門家[3]。
- 2006年 - 障害者インターナショナルアジア・太平洋地域事務局プロジェクトマネージャー[3]。
- 2007年 - 日本福祉大学大学院国際社会開発研究科修士課程修了[7]。
- 2008年 - 国際協力機構人間開発部ジュニア専門員[3]。
- 2015年 - 関西国際大学講師[3][4]。
- 2017年 - 大阪大学大学院人間科学研究科博士後期課程修了[7]。
- 2017年 - 日本女子大学学術研究員[4]。
- 2017年 - 東京学芸大学児童・生徒支援連携センター専門研究員[4]。
- 2017年 - 東京大学大学院教育学研究科特任助教[3]。
- 2018年 - 聖心女子大学講師[4]。
- 2022年 - 静岡県立大学国際関係学部講師[3]。
- 2022年 - 静岡県立大学大学院国際関係学研究科講師。

## 著作

### 編纂
- 二羽泰子編『インクルーシブな学校づくり研究会報告書』東京大学大学院教育学研究科附属バリアフリー教育開発センター、2022年。

### 寄稿、分担執筆、等
- 土橋圭子・渡辺慶一郎編『発達障害・知的障害のための合理的配慮ハンドブック』有斐閣、2020年。ISBN 978-4-641-17459-7

### 註釈
1. ↑  中部ビサヤ地方東ネグロス州は、2015年にネグロス島地方に編入された。